# Mischocyttarus funerulus
Mischocyttarus funerulus är en getingart som beskrevs av Zikan 1949. Mischocyttarus funerulus ingår i släktet Mischocyttarus och familjen getingar. Inga underarter finns listade i Catalogue of Life.